# Physegenua centralis
Physegenua centralis är en tvåvingeart som beskrevs av Charles Howard Curran 1942. Physegenua centralis ingår i släktet Physegenua och familjen lövflugor.
Artens utbredningsområde är Belize. Inga underarter finns listade i Catalogue of Life.